# Станкус, Артур Альбертасович
Арту́р Альберта́сович Ста́нкус (укр. Артур Альбертасович Станкус; 21 декабря 1995, Дубиевка — 26 апреля 2024, Новосёловское) — украинский военнослужащий, солдат, участник российско-украинской войны. Герой Украины (11 декабря 2024, посмертно).

## Биография
Во время российского вторжения в Украину служил солдатом в должности стрелка-помощника гранатометчика в составе отдельной аэромобильной бригады Вооружённых сил Украины.
Погиб 26 апреля 2024 года из-за российских обстрелов в Луганской области.
Прощание состоялось 10 мая 2024 года в селе Дубиевка Черкасского района Черкасской области. Артуру было 28 лет.

## Награды
- Звание «Герой Украины» с удостоением ордена «Золотая Звезда» (30 сентября 2024, посмертно) — за личное мужество и героизм, проявленные в защите государственного суверенитета и территориальной целостности Украины, верность военной присяге[3].